# Naturschutzgebiet An der Burg

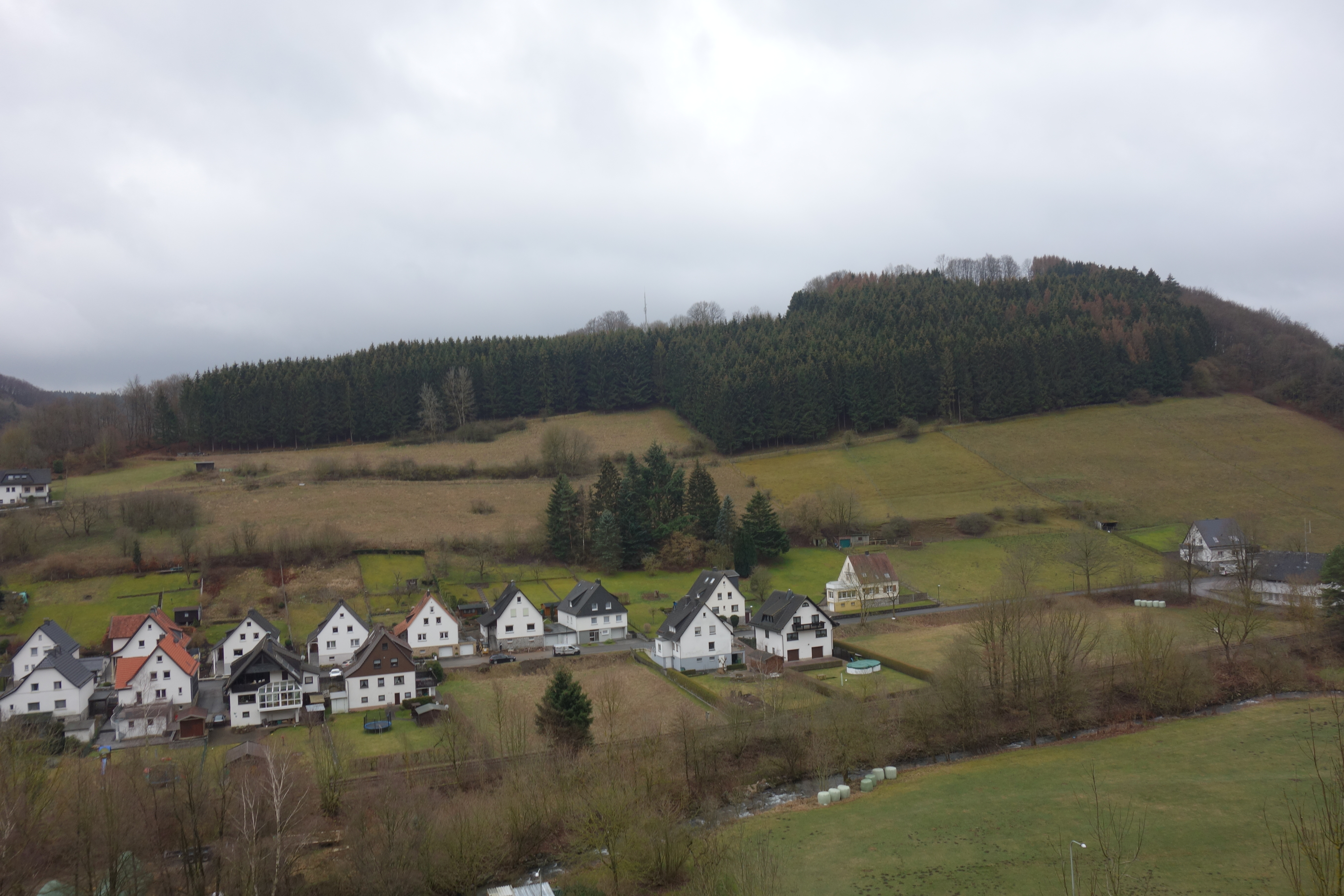
Nördliche Teilfläche vom Naturschutzgebiet An der Burg (Grünland) oberhalb bzw. rechts von Häusern von Messinghausen

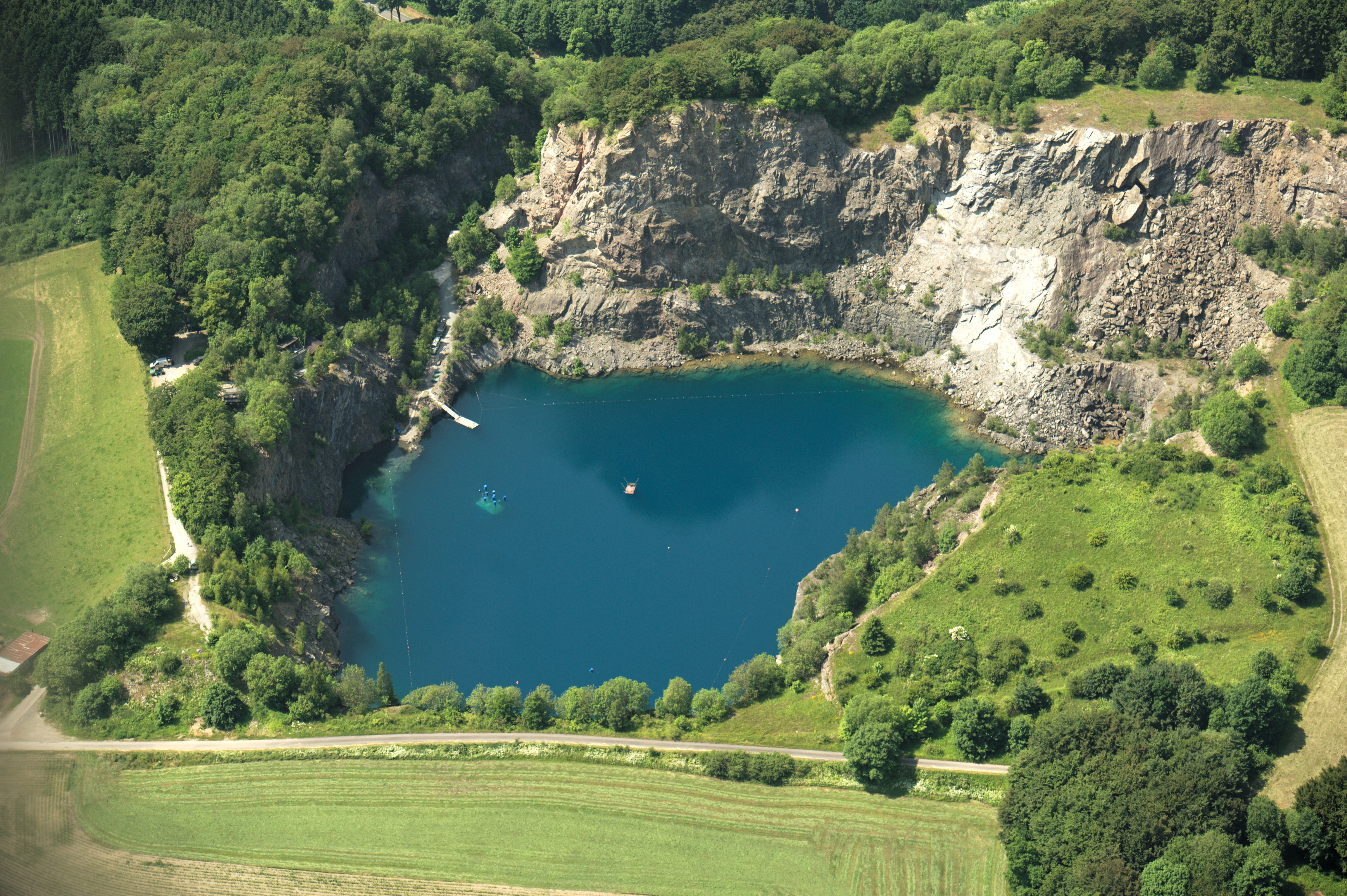
Südliche Teilfläche vom Naturschutzgebiet An der Burg rechts neben See

Das Naturschutzgebiet An der Burg mit einer Größe von 4,5 ha liegt westlich bzw. südwestlich von Messinghausen im Stadtgebiet von Brilon. Das Gebiet wurde 2008 mit dem Landschaftsplan Hoppecketal durch den Hochsauerlandkreis als Naturschutzgebiet (NSG) ausgewiesen. Das NSG besteht aus zwei Teilflächen. Das NSG gehört zum FFH-Gebiet Gewässersystem Diemel und Hoppecke (DE 4617-302). Das NSG gehört seit 2023 zum Vogelschutzgebiet Diemel- und Hoppecketal mit angrenzenden Wäldern.

## Gebietsbeschreibung
Beim NSG handelt es sich um Teile der Diabaskuppe An der Burg. Im NSG befindet sich Grünland mit Büschen. Das Grünland der südlichen Teilfläche besteht aus Magerrasen. Direkt neben der südlichen Fläche liegt ein Steinbruch mit dem See im Berg oder Blauer See. Dieser Blaue See wird als Tauchgewässer genutzt. Im See kann bis 40 m tief getaucht werden. Die nördliche Teilfläche beginnt direkt an der Wohnbebauung und ist der nordexponierte Hang des Berges zur Hoppecke. Im NSG kommen seltene Tier- und Pflanzenarten vor. Es brütet der Neuntöter im Gebiet.
Es wurden durch das Landesamt für Natur, Umwelt und Verbraucherschutz Nordrhein-Westfalen Pflanzenarten wie Acker-Witwenblume, Echtes Johanniskraut, Echtes Labkraut, Gewöhnliches Ferkelkraut, Kleine Bibernelle, Magerwiesen-Margerite, Rundblättrige Glockenblume, Spitzlappiger Frauenmantel, Sumpf-Storchschnabel, Wiesen-Bärenklau, Wiesen-Flockenblume, Wiesen-Kerbel, Wiesen-Labkraut, Wiesen-Sauerampfer und Wilde Möhre nachgewiesen.

## Schutzzweck
Das NSG soll das Grünland mit ihrem Arteninventar schützen. Wie bei allen Naturschutzgebieten in Deutschland wurde in der Schutzausweisung darauf hingewiesen, dass das Gebiet „wegen der Seltenheit, besonderen Eigenart und Schönheit des Gebietes“ zum Naturschutzgebiet wurde.
Der Landschaftsplan führt zum speziellen Schutzzweck auf: „Sicherung einer insbesondere an Kraut- und Insektenarten reichen Grünland-Lebensgemeinschaft auf flachgründigem Standort; Erhaltung und Weiterentwicklung von extensiv bewirtschaftetem Magergrünland mit hohem Standortpotenzial; dies mit der nördlichen Teilfläche in einer Lage, die auch dem angrenzenden Ort und seiner unmittelbaren landschaftlichen Einbettung und Umgebung zu Gute kommt.“